# Liste der Bodendenkmale im gemeindefreien Gebiet Holzminden
In der Liste der Bodendenkmale im gemeindefreien Gebiet Holzminden sind die Bodendenkmale der niedersächsischen gemeindefreien Gebiete im Landkreis Holzminden  aufgeführt. Die Quelle ist der Denkmalatlas Niedersachsen. 
Der Stand der Liste ist der 1. Februar 2025.

(Gfg) ≈ Gemeindefreies Gebiet

## Allgemein
In den Spalten finden sich folgende Informationen des Bodendenkmales:
| Lage         | geographische Koordinaten                                                           |
| Bezeichnung  | Bezeichnung lt. Denkmalatlas                                                        |
| Beschreibung | Beschreibung lt. Denkmalatlas                                                       |
| ID           | Objekt-ID                                                                           |
| Bild         | Bild, ggf. zusätzlich mit Link zu weiteren Fotos im Medienarchiv Wikimedia Commons. |

## Boffzen (Gfg)

### Forst
| Lage                        | Bezeichnung         | Beschreibung | ID       | Bild |
| --------------------------- | ------------------- | --- | -------- | ---- |
| 51° 45′ 49″ N, 9° 25′ 45″ O | Forst 5, Grabhügel  | Durchmesser ca. 10 m und Höhe ca. 0,6 m. Flach gewölbt. Im Zentrum faust- bis kopfgroße, zum Teil plattige Steine.                | 28968317 | BW   |
| 51° 45′ 37″ N, 9° 25′ 58″ O | Forst 7, Grabhügel  | Durchmesser ca. 10 m und Höhe ca. 1 m. Hochgewölbt.                                                                               | 28968318 | BW   |
| 51° 43′ 23″ N, 9° 26′ 3″ O  | Forst 10, Grabhügel | Durchmesser ca. 14 m und Höhe ca. 1,1 m. Hügelfuß abgesetzt und Kuppe durch flache Mulde gestört. Von kopfgroßen Steinen bedeckt. | 28968319 | BW   |
| 51° 42′ 45″ N, 9° 25′ 46″ O | Forst 11, Grabhügel | Durchmesser ca. 11 m und Höhe ca. 0,8 m. Hügelfuß abgesetzt. Überkopfgroße Steine. Durch Furchen und flache Mulde gestört.        | 28968320 | BW   |

## Eschershausen (Gfg)

### Holzen
| Lage                        | Bezeichnung          | Beschreibung | ID       | Bild |
| --------------------------- | -------------------- | --- | -------- | ---- |
| 51° 56′ 23″ N, 9° 40′ 30″ O | Holzen 1, Poppenburg | Liegt in beherrschender Lage auf einem nach Norden, Süden und Westen durch steile Felswände natürlich gesichertem Plateau mit Einblick in zwei Seitentäler. Sie bedeckt einen Innenraum von ca. 27 × max. 18 m Größe. Im Osten und Norden ist die Anlage durch einen 7 – 9 m breiten und 2 m tiefen Graben begrenzt. Im Osten ist zudem ein 2 m hoher Wall erhalten. Im Südwesten durch eine natürliche Felsspalte zusätzlich geschützt. Im Inneren der Burg eine Bodensenke, wohl das Überbleibsel eines Kellers. Südwestlich schließt sich am Hang eine 25 × 40 m große Fläche an, die nach außen von einer Felsklippe begrenzt wird. Keramikfunde und Geländespuren lassen dort zur Burg gehörende Wirtschaftsgebäude vermuten. Abschnittsbefestigung ist erhalten. | 28968415 |      |

## Grünenplan (Gfg)

### Forst
| Lage                        | Bezeichnung         | Beschreibung | ID       | Bild           |
| --------------------------- | ------------------- | --- | -------- | -------------- |
| 51° 58′ 48″ N, 9° 45′ 5″ O  | Forst 2, Gleneburg  | Nahezu trapezförmige Anlage Länge ca. 65 m in NW-SO-Richtung und Breite 28 m im Westen und 42 m im Osten. Im Südosten durch einen heute noch 2 m tiefen Halsgraben geschützt, der sich an den Seiten als Terrasse ausgebildet um die gesamte Burg herumzieht. Nur an der Spornspitze ist er wieder deutlich eingetieft. Ein Vorwall war im 19. Jh. noch schwach erkennbar. Im Nordwesten ist im Boden eine Trockenmauer mit einer darüberliegenden Brandschicht beobachtet worden. In der Burgfläche zwei Bodeneintiefungen, die von Kellern herrühren können. Von der Befestigung aus verläuft ein unregelmäßiger Graben unbekannten Zwecks mind. 60 m nach Süden.        | 28968416 |                |
| 51° 56′ 51″ N, 9° 43′ 37″ O | Forst 7, Glashütte  | Mit Ofenanlage und zwei Abfallhalden mit Schmelzrückenständen sichtbar (Dm. 5 – 7 m; H. bis 1,1 m). Zwischen Glashütte und Bach verlaufen Wegespuren in O-W-Richtung. Die Glashütte war zwischen 1630 und 1662 in Betrieb. | 28951235 | Weitere Bilder |
| 51° 56′ 22″ N, 9° 43′ 55″ O | Forst 9, Glashütte  | Durchmesser ca. 7 m und Höhe ca. 0,8 m. Glashüttenplatz mit noch ca. fünf erkennbaren Erderhebungen. | 28968418 | BW             |
| 51° 56′ 1″ N, 9° 42′ 50″ O  | Forst 10, Glashütte | Durchmesser ca. 6 m und Höhe ca. 0,7 m. Glashütte mit vier Produktionsstätten. | 28968417 | BW             |
| 51° 55′ 32″ N, 9° 44′ 28″ O | Forst 11, Glashütte | Mehrere Glashüttenstellen unter dichtem Bodenbewuchs. | 28968419 | BW             |
| 51° 55′ 27″ N, 9° 44′ 17″ O | Forst 12, Glashütte | Durchmesser ca. 3 m und Höhe ca. 1 m. Reste der Anlagen mit drei Erdhügeln im Gelände erhalten. | 28968420 | BW             |
| 51° 55′ 33″ N, 9° 44′ 45″ O | Forst 13, Glashütte | Durchmesser ca. 20 m und Höhe ca. 1 m. | 28968422 | BW             |
| 51° 58′ 20″ N, 9° 45′ 48″ O | Forst 14, Schanze   | Schanze mit einer Fläche von 75 (SW-NO) × max. 65 m. Ca. 35 m nordöstl. der Spornspitze ein kleiner Abschnittsgraben; Br. ca. 5,6 m, T. 0,7 bis 1,3 m (Sohl-Br. ca. 1,3 m). L. von Hang zu Hang: 14 – 15 m. Gegen den Berg vor dem Graben geringe Aufschüttung. Hinter dem Graben im N kleine wallartige Erhöhung. Durch den Graben führt ein Pfad, der einen kleinen Damm bildet. Vermutlich spätmittelalterliche Belagerungsschanze zur Burg Hohenbüchen im Jahre 1311. Die Entfernung von 250 m zur Burg entspricht der Reichweite von spätmittelalterlichen Geschützen, den sog. Bliden. Vom Sporn aus lässt sich die ehem. Burg Hohenbüchen auch heute noch einsehen. | 28900479 | BW             |
| 51° 55′ 3″ N, 9° 44′ 49″ O  | Forst 15, Glashütte | Fläche ca. 22 × 19 m. Plateauartig wirkender Arbeitsplatz mit Ofenresten, verschliffen. Vermutlich 12./13. Jh. | 28902439 | BW             |
| 51° 57′ 20″ N, 9° 42′ 31″ O | Forst 16, Glashütte | Direkt südl. des Forstweges auf einer Fläche von 15 × 10 m verbrannte Ofensteine und Hafenscherben. Der Ofenhügel ist kaum noch erkennbar. Die Glashütte gehört wohl in das 12./13. Jh. | 28902442 | BW             |
| 51° 56′ 39″ N, 9° 43′ 10″ O | Forst 17, Glashütte | Hüttenplatz durch sekundären Kohlenmeiler stark gestört. Im O wird durch unbefestigten Holzabfuhrweg geschnitten. Vermutlich datiert in das 12./13. Jh. | 28902536 | BW             |

## Merxhausen (Gfg)

### Forst
| Lage                        | Bezeichnung        | Beschreibung | ID       | Bild |
| --------------------------- | ------------------ | --- | -------- | ---- |
| 51° 47′ 24″ N, 9° 34′ 44″ O | Forst 1, Glashütte | Acht Erdhügel, Dm. bis 9 m; H. bis 1,2 m. Tw. kopfgroße Steine, Schlacken- und Glasscherben im Erdreich. Glashütte ist frühneuzeitlich. | 28968421 | BW   |
| 51° 49′ 9″ N, 9° 35′ 44″ O  | Forst 2, Glashütte | Glashüttenplatz. Auf einer Fläche von ca. 30 × 30 m drei Hügel von jeweils ca. 5 m Dm. und bis zu 0,5 m H. Der NW-Hügel hat eine zentraler Eindellung von ca. 10 m Dm. Der Platz ist vermutlich in das 12./13. Jh. zu stellen. | 28903405 | BW   |
| 51° 49′ 55″ N, 9° 36′ 12″ O | Forst 5, Glashütte | Noch in Teilbereichen sichtbare Bodenerhebungen. Auf ca. 80 × 50 m konzentrieren sich die Bodenerhebungen, die den zentralen Hüttenbereich mit den Öfen anzeigen. Zur Glashütte gehört auch das Wohnhaus mit Anbau. Grünglashütte am Pilgrimsteich, von 1775 bis 1843, Filiale der Schorborner Glashütte. Die Glasscherben weisen auf eine überwiegende Produktion von Bouteillen aus grünem Glas hin. An Formen bestimmbar sind zylindrische Flaschen und Plattflaschen. | 28903057 | BW   |

## Wenzen (Gfg)

### Forst
| Lage                        | Bezeichnung         | Beschreibung | ID       | Bild |
| --------------------------- | ------------------- | --- | -------- | ---- |
| 51° 54′ 42″ N, 9° 49′ 11″ O | Forst 1, Eringaburg | Form einer dreieckigen, nach Osten gerichteten Abschnittsbefestigung. Im Süden und Osten fehlt bedingt durch die Existenz von Steilabfällen eine Befestigung. Der den Westhang sichernde, bogenförmige Abschnittsgraben endet nach ca. 300 m im Norden und Süden jeweils an den Steilhängen. Bis zu 2 m tief und 9 m breit. Im nördlichen Bereich zwei Unterbrechungen von je 3 m Breite. Im Süden von Waldweg auf ca. 20 m Breite gestört. | 28968424 |      |